# Dr.-Richard-Sorge-Medaille
Die Dr.-Richard-Sorge-Medaille war in der Deutschen Demokratischen Republik (DDR) eine nichtstaatliche Auszeichnung des Ministeriums für Staatssicherheit. Sie wurde in Gold oder Edelstahl verliehen.

## Medaille in Gold
Die Dr.-Richard-Sorge-Medaille in Gold war die höchste Auszeichnung des Ministeriums für Staatssicherheit. Die Verleihung der nicht tragbaren Medaille erfolgte ausschließlich durch den Minister für Staatssicherheit.

### Aussehen
Die aus 900er Gold bestehende runde Medaille mit einem Durchmesser von 32 mm zeigt auf ihrem Avers das links blickende Porträt von Richard Sorge sowie die links beginnenden  Umschrift DR. RICHARD SORGE 1895 - 1944. Das Revers zeigt mittig die dreizeilige Inschrift HEISSES HERZ / KÜHLER KOPF / SAUBERE HÄNDE sowie die Umschrift MINISTERIUM FÜR STAATSSICHERHEIT.

### Etui
Da diese Auszeichnung nicht tragbar war, wurde die Medaille in einem durchsichtigen Plastiketui überreicht, welches wiederum durch einen Faden sowie eine Plastikplombe verschlossen wurde. Auf der Plastikplombe ist die Inschrift des Herstellers VEB Münze der DDR zu lesen sowie das Staatswappen der DDR zu finden. Das Plastiketui konnte zum Schutz vor Bruch usw. in einem dafür vorgesehenen braunen Lederetui aufbewahrt werden.

## Medaille in Edelstahl

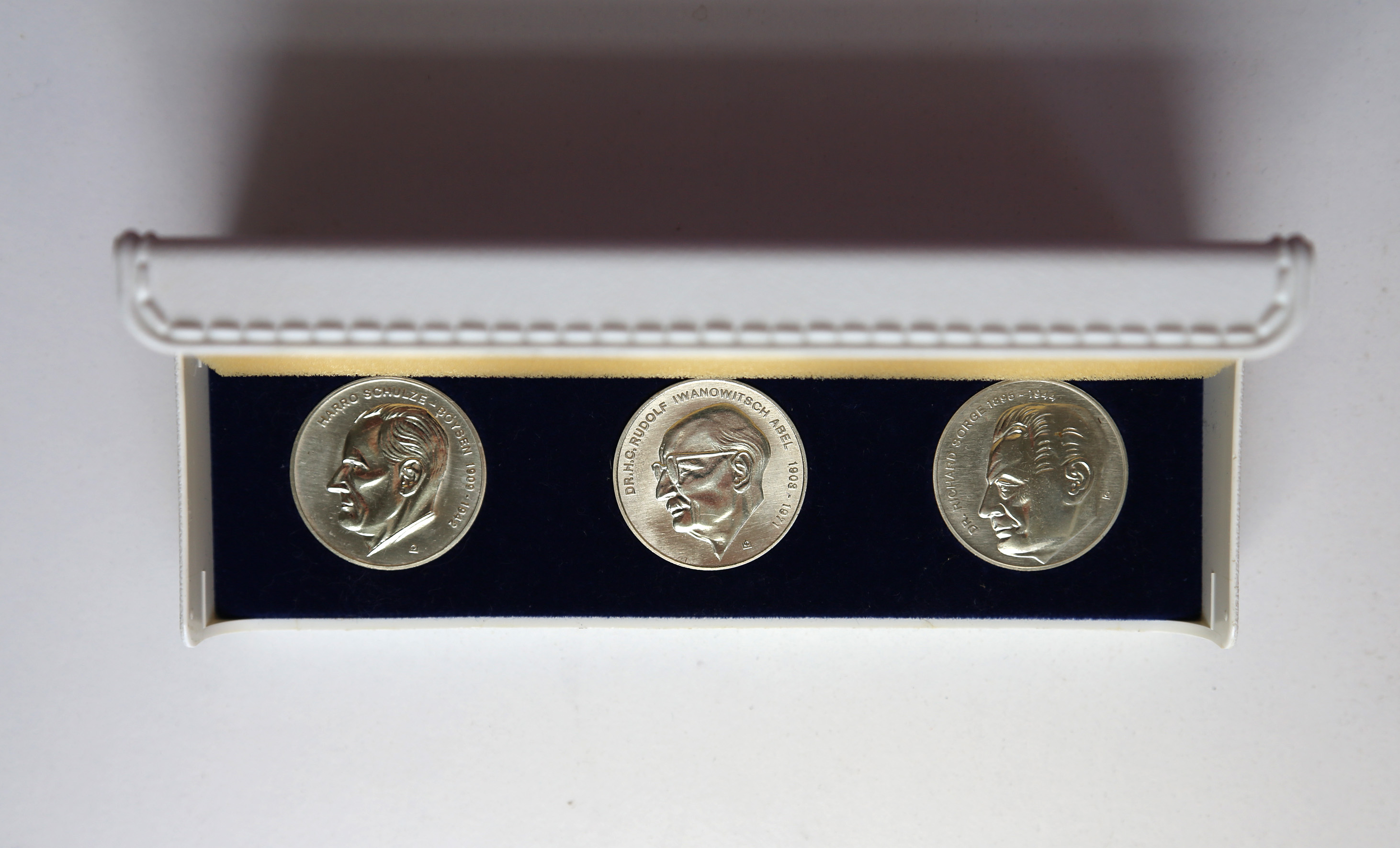
Medaillen des MfS in Edelstahl, v. l. n. r.: Schulze-Boysen, Abel, Sorge

Eine Prägung der Dr.-Richard-Sorge-Medaille in Edelstahl wurde in einem weißen Plastiketui zusammen mit gleich großen und bildnerisch ähnlich ausgeführten Medaillen zu Harro Schulze-Boysen 1909–1942 sowie Rudolf Iwanowitsch Abel 1903–1971 verliehen. Die Medaille mit dem Porträt von Richard Sorge liegt dabei ganz rechts.